# Archidiecezja Kampali
Archidiecezja Kampali – diecezja rzymskokatolicka w Ugandzie. Powstała w 1948 jako wikariat apostolski. Podniesiona do rangi diecezji w 1953 a archidiecezji w 1966.

## Działalność
Archidiecezja prowadzi 276 szkół różnego typu, 4 szpitale oraz 18 przychodni.

## Biskupi diecezjalni
Arcybiskupi metropolici
- abp Paul Ssemogerere: od 2022
- abp Cyprian Kizito Lwanga: 2006 - 2021
- kard. Emmanuel Wamala: 1990 - 2006
- kard.  Emmanuel Nsubuga: 1966 - 1990

Metropolici Rubaga
- Abp Joseph Kiwánuka, M.Afr.: 1960-1966
- Abp Louis Joseph Cabana, M.Afr.: 1953-1960

Wikariusze apostolscy Ugandy
- Abp Louis Joseph Cabana, M.Afr.: 1947-1953
- Bp Edouard Michaud, M.Afr.: 1933-1945
- Bp Henri Streicher, M.Afr.: 1915-1933

Wikariusze apostolscy Północnej Wiktorii Niasy
- Bp Henri Streicher, M.Afr.: 1897-1915